# Lepturges
Lepturges är ett släkte av skalbaggar. Lepturges ingår i familjen långhorningar.

## Dottertaxa tillLepturges, i alfabetisk ordning[1]
- Lepturges abditus
- Lepturges alboscriptus
- Lepturges alvarengai
- Lepturges amabilis
- Lepturges anceps
- Lepturges angulatus
- Lepturges angustatus
- Lepturges barii
- Lepturges beaveri
- Lepturges breviceps
- Lepturges bucki
- Lepturges callinus
- Lepturges canocinctus
- Lepturges castaneus
- Lepturges centralis
- Lepturges charicles
- Lepturges cinereolus
- Lepturges cingillus
- Lepturges citrinus
- Lepturges comminus
- Lepturges complanatus
- Lepturges comptus
- Lepturges confluens
- Lepturges curvilinea
- Lepturges definitus
- Lepturges dorotheae
- Lepturges dorsalis
- Lepturges elegantulus
- Lepturges elimata
- Lepturges epagogus
- Lepturges eurynota
- Lepturges fasciculatoides
- Lepturges festivus
- Lepturges figuratus
- Lepturges fischeri
- Lepturges fragillimus
- Lepturges fuchsi
- Lepturges funereus
- Lepturges glaphyra
- Lepturges gratiosus
- Lepturges griseostriatus
- Lepturges hahneli
- Lepturges hylaeanus
- Lepturges infilatus
- Lepturges inscriptus
- Lepturges insignis
- Lepturges itu
- Lepturges janus
- Lepturges laeteguttatus
- Lepturges laetus
- Lepturges limpidus
- Lepturges linearis
- Lepturges macilentus
- Lepturges maculosus
- Lepturges malkini
- Lepturges mattogrossis
- Lepturges megalops
- Lepturges multilineatus
- Lepturges navicularis
- Lepturges perelegans
- Lepturges peruibensis
- Lepturges pictus
- Lepturges prolatus
- Lepturges proximus
- Lepturges punctatissimus
- Lepturges regularis
- Lepturges repandus
- Lepturges rhytisma
- Lepturges roppai
- Lepturges rotundus
- Lepturges scitulus
- Lepturges scriptus
- Lepturges seabrai
- Lepturges sejunctimacula
- Lepturges serenus
- Lepturges serranus
- Lepturges sexvittatus
- Lepturges singularis
- Lepturges soricinus
- Lepturges spitzi
- Lepturges subglaber
- Lepturges symmetricus
- Lepturges tenuis
- Lepturges umbrosus
- Lepturges unicolor
- Lepturges villiersi
- Lepturges virgatus
- Lepturges virgulti
- Lepturges vogti
- Lepturges yucca
- Lepturges zikani
- Lepturges zonula